# Francesco Doria d'Eboli
Francesco d'Assisi Gennaro Alfredo Carmine Federico Camillo de Lellis Francesco Sales Luigi Gonzaga Ignazio Loyola Doria, 10º duca d'Eboli, 10º principe di Angri, 4º principe di Centola, 4º marchese di Pisciotta, 9º conte di Capaccio, signore di Lagopiccolo, signore di Montella, signore di Giungano, Convingenti e Spinazzo, signore di Cripta, signore di Fosso e Verdesca, signore di Cuccaro, San Serio e Molfa, patrizio genovese, patrizio napoletano (Napoli, 18 luglio 1855 – Napoli, 2 dicembre 1916), è stato un nobile e politico italiano.

## Biografia
Francesco Doria nacque a Napoli il 18 luglio 1855 dal principe Marcantonio V Doria e da Laura Marulli. Prese parte alla XXI Legislatura del Regno d'Italia. Si spense a Napoli il 2 dicembre 1916.